# فرانس ده بروین کوپس
فرانس ده بروین کوپس (هلندی: Frans de Bruijn Kops; ۲۸ اکتبر ۱۸۸۶ – ۲۲ نوامبر ۱۹۷۹) بازیکن فوتبال اهل هلند بود.
وی همچنین در تیم ملی فوتبال هلند بازی کرده‌است.